# LRP10
LRP10‏ (LDL receptor related protein 10) هوَ بروتين يُشَفر بواسطة جين LRP10 في الإنسان.